# Borringhausen
Borringhausen ist ein Ortsteil der Stadt Damme im niedersächsischen Landkreis Vechta. 

## Geografie und Verkehrsanbindung
Borringhausen liegt südöstlich des Kernortes Damme, südöstlich der Dammer Berge und westlich des Dümmers.
Die L 853 verläuft nördlich und die L 80 westlich vom Ort.
Das 220 ha große Naturschutzgebiet Dievenmoor liegt südlich.

## Persönlichkeiten

### Söhne und Töchter des Ortes
- Heinrich Enneking (1855–1947), Landwirt, Brennereibesitzer und Politiker der Deutschen Zentrumspartei

## Wirtschaft
Im Westen des Dümmers befindet sich der Windpark Borringhauser Moor. 
siehe auch Liste von Windkraftanlagen in Bremen, Hamburg und Niedersachsen